# Lisl Goldarbeiter
Lisl Goldarbeiter (23 tháng 3 năm 1909 – 14 tháng 12 năm 1997) là một người mẫu kiêm diễn viên người Áo, vào năm 1929 cô trở thành người Áo đầu tiên và duy nhất giành được danh hiệu Hoa hậu Hoàn vũ. Cô cũng đã tham gia cuộc thi Hoa hậu Châu Âu năm 1929.

## Cuộc đời
Goldarbeiter sinh ngày 23 tháng 3 năm 1909 tại Viên, Áo. Cô sinh ra trong một gia đình thuộc tầng lớp trung lưu Áo-Hung gốc Do Thái. Cô là con gái của Izidor Goldarbeiter (sinh năm 1877), một nhà buôn thời trang đến từ Szeged, Hungary và Aloisia nhũ danh Schimek (1884-1967).
Vào ngày 11 tháng 6 năm 1929, Goldarbeiter trở thành người đầu tiên không phải là người Mỹ giành được chiến thắng trong cuộc thi sắc đẹp Hoa hậu Hoàn vũ được tổ chức tại Galveston, Texas. Lisl được bầu chọn là Hoa hậu Hoàn vũ năm 1929 sau một quyết định nhất trí của ban tổ chức cuộc thi. Hoa hậu Mỹ giành vị trí thứ hai và các vị trí thứ ba, thứ tư và thứ năm cũng thuộc về các đại diện Mỹ từ Ohio, Dallas và Massachusetts. Trong số 34 thí sinh, 27 người đến từ Mỹ.
Cùng năm 1929, cô đoạt giải Nhì tại cuộc thi sắc đẹp Hoa hậu Châu Âu tổ chức tại Paris, Pháp. Vào mùa hè năm 1930, Goldarbeiter kết hôn với Fritz Spielmann, chàng trai xuất thân từ một gia đình chủ xưởng công nghiệp người Viên, Áo, chàng trai mà cô đã gặp ở Paris. Họ ly hôn vào năm 1937. Trong Thế chiến thứ hai, do mẹ cô theo đạo Tin lành nên gia đình cô tránh được sự đàn áp của Đức Quốc xã. Cô kết hôn với người anh em họ Marczell "Marci" Tenczer vào năm 1949. Marci và Goldarbeiter lớn lên cùng nhau ở Viên, và anh sống tại nhà của Goldarbeiter kể cả sau khi cô kết hôn với Spielmann. Marci là một nhà làm phim nghiệp dư. Tài năng làm người mẫu thời trang của Goldarbeiter ban đầu do chính Marci phát hiện vào đầu những năm 1920. Anh đã từng chụp ảnh cô khi chuyển đến Viên từ Szeged vào cuối những năm 1920.

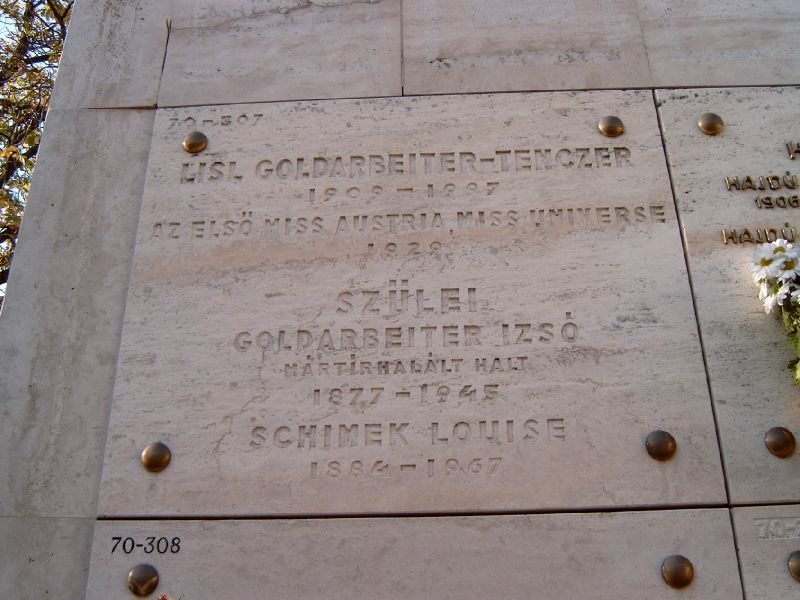
Lăng mộ của Lisl Goldarbeiter

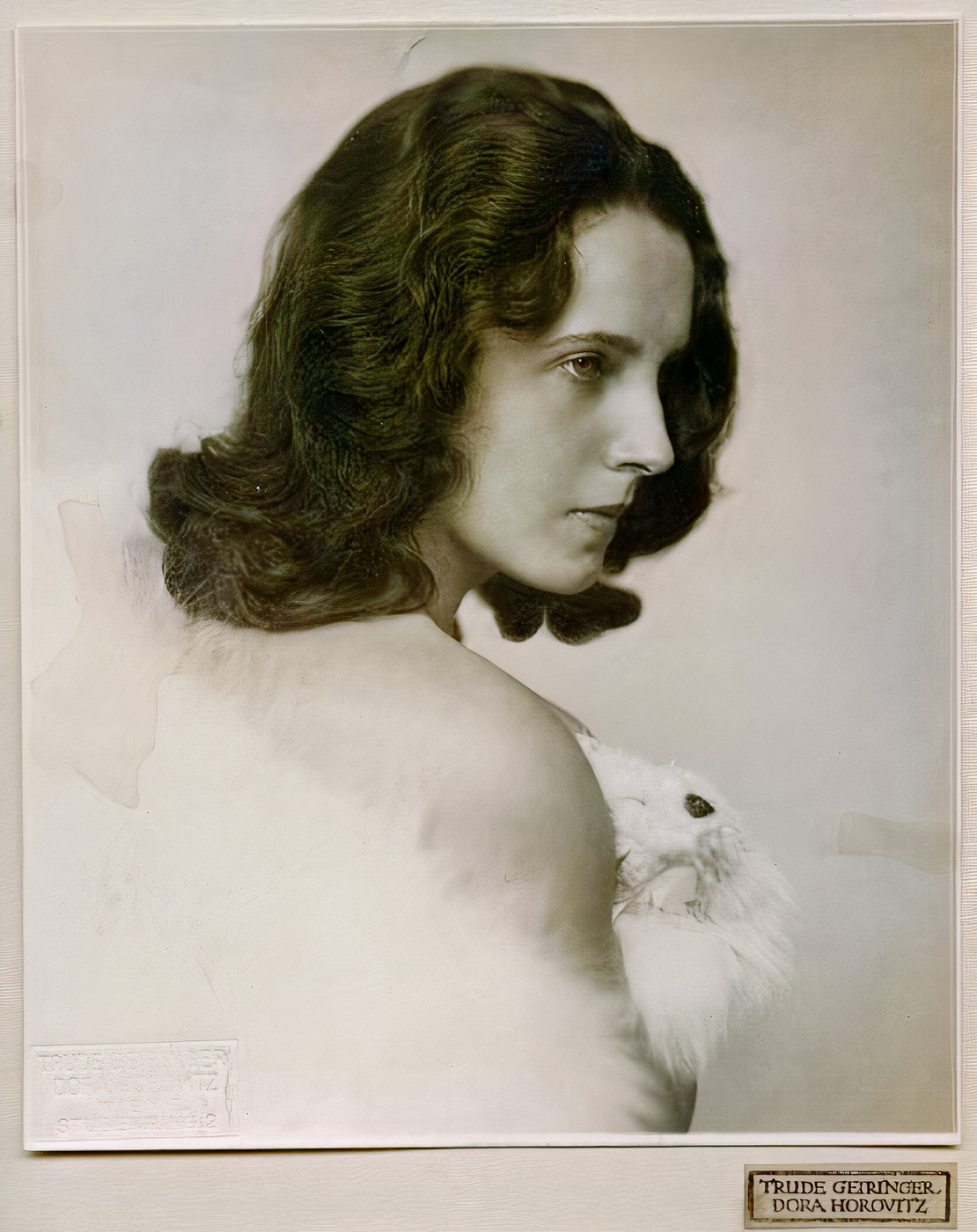
Bức ảnh của Lisl Goldarbeiter trong cuộc thi Hoa hậu Hoàn vũ năm 1929

Lisl Goldarbeiter mất ngày 14 tháng 12 năm 1997 tại Budapest, Hungary. Cô được chôn cất tại Nghĩa trang Farkasréti.

## Trong văn hóa đại chúng

### Phim
- Miss Universe 1929 – Lisl Goldarbeiter. A Queen in Wien (tài liệu, 2006).[10][11][12]

### Văn học
- Reuveni, Gideon; Roemer, Nils (2010). Longing, Belonging, and the Making of Jewish Consumer Culture. Brill Publishers. ISBN 978-9004186033.
- Greenspoon, Leonard (2013). Fashioning Jews: Clothing, Culture, and Commerce. Purdue University Press. ISBN 978-1557536570.